# Assainissement particulaire de l'air
L’assainissement particulaire de l’air, ou dépoussiérage, est un groupe de techniques utilisées pour améliorer la qualité de l'air en recueillant les poussières et d'autres impuretés libérées par les procédés industriels.
L’objet de cette technique est la maîtrise des flux de polluants dans l’air ambiant industriel. On peut distinguer deux catégories de problématique :
- L’ambiance interne au site industriel (impact sanitaire)
- Les rejets externes au site industriel (impact environnemental)

## Émission des particules

### Causes d'apparition

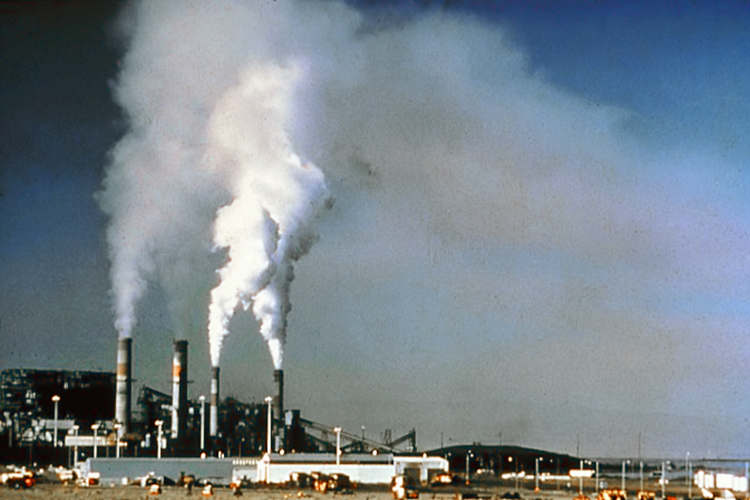
Centrale énergétique au nouveau mexique (USA). La photo a été prise avant l'installation d'équipement permettant de traiter les émissions, notamment pour le dioxyde de souffre et pour les poussières solides.

Les particules peuvent apparaître pour différentes raisons :
- Production d'énergie : à l’exception de l’énergie nucléaire, la production d’énergie passe par une combustion. Cette combustion génère d’une part des gaz (principalement des oxydes de carbone), d’autre part des envolées de particules (imbrûlées, incandescentes, ou cendres). Exemple : chaudière, incinérateur à ordures, centrale thermique.
- Procédé de production : Des particules peuvent être produites de manière volontaire et être ensuite sont réutilisées dans l’élaboration d’un produit.  Exemple : tambour de séchage.
- Nuisance : dans cette situation, l’émission des particules est un effet secondaire du process. Elle nuit aux conditions de travail et/ou au bon fonctionnement des équipements.  Exemple : manutentions de produits vrac (transporteurs à bandes, élévateurs, …), broyeur.

### Caractérisation du flux particulaire
Les particules en suspension dans l’air, communément appelées poussières se caractérisent par un certain nombre de paramètres :
- La granulométrie : les particules sont assimilées à des sphères. Les particules sont caractérisées par le diamètre de ces sphères. Évidemment, toutes n’ont pas la même dimension. On définit donc une répartition granulométrique, indiquant la proportion de particules comprises dans une fourchette de diamètres ;

- L’abrasivité : du fait de la dureté de la matière et de la forme plus ou moins anguleuse des particules, les poussières sont plus ou moins abrasives. De ce critère dépend la prise de précautions particulières, notamment pour les réseaux de gaines nécessaires au transport, les appareils de séparation, et les extractions de particules ;

- L’hydrophilie : certaines particules ont une capacité particulière à capter l’humidité ambiante et donc à s’agglomérer sous son effet. Dans les cas extrêmes, ce phénomène peut transformer les poussières humidifiées en boues particulièrement difficiles à travailler. On devra donc prendre des précautions particulières pour éviter toute présence intempestive d’humidité, notamment dues à des condensations ;

- L’agressivité chimique : la matière constituante des poussières peut présenter des caractéristiques chimiques importantes à prendre en compte dans le choix des solutions. Par exemple, les engrais en présence d’humidité forment des acides particulièrement agressifs.

La quantité de particules en présence, le débit, la densité et viscosité, le caractère continu ou pulsatoire du flux, la nature du fluide vecteur (air ou autre gaz, corrosif, inflammable), la température et la pression de travail doivent également être considéré dans la caractérisation de l'écoulement particulaire. La présence éventuelle de particules liquides (vésicules) doit être prise en compte, auquel cas des dispositifs dévésiculeurs peuvent être ajoutés en plus de dispositifs de dépoussièrage destinés aux poussières solides.

#### Caractérisation de la taille des particules
Les particules ne sont pas forcément de forme sphérique, mais pour des raisons de calculs, on définit des diamètres équivalents qui supposent une forme sphérique. Pour caractériser leur taille, il existe plusieurs manières de calculer un diamètre équivalent :
- Diamètre de Sauter : diamètre d’une sphère ayant le même rapport surface/volume ;
- Diamètre surfacique : diamètre d’une sphère ayant la même surface ;
- Diamètre volumique : diamètre d’une sphère ayant le même volume ;
- Diamètre massique : diamètre d'une sphère ayant la même masse ;

{\displaystyle d_{mass}=({\dfrac {6m}{\rho \pi }})^{\dfrac {1}{3}}}
avec {\displaystyle d} le diamètre, {\displaystyle \rho } la masse volumique et {\displaystyle m} la masse de la particule.
- Diamètre de Stokes : diamètre d’une sphère ayant la même vitesse de chute.

Un valeur peut également être déterminée avec le nombre de mesh.

#### Méthodes de mesure
Lors de prélèvements manuels destinés à mesurer les nombres et le type de particules, afin de pouvoir évaluer le problème de manière précise et d'y apporter une solution technique adaptée, plusieurs paramètres doivent être pris en compte pour ne pas fausser la mesure du flux de particules :
- Présence de vannes, coudes, rétrécissement ou élargissement : les particules ayant une masse volumique et donc une énergie cinétique bien supérieure à celle des gaz qui les entourent, la présence d'obstacle sur le parcours peut conduire à une déviation des particules. Pour éviter cela, la position du point de prélèvement doit donc respecter des critères d'isocinétisme ;
- Température : lors du prélèvement, il faut éviter les condensations parasites de gaz, car les particules peuvent être solubles dans les liquides formés. Le réchauffage des gaz prélevés peut permettre d'éviter cette condensation, mais si la température est trop élevée, on peut également volatiliser des composés initialement particulaires.

Des méthodes automatiques de mesure en ligne, sans prélèvement, existent également :
- Utilisation d'appareils optiques ;
- Appareils fonctionnant par absorption d'un rayonnement β ;
- Appareils tribo-électriques.

## Captage des particules
Classiquement, les particules en suspension dans l’air sont captées par un système d’aspiration. Ce captage a pour objet de les entraîner vers un conduit d’aspiration qui les transportera vers le groupe de séparation.
Les particules sont donc entraînées par un courant d’air, l’air étant le moyen de transport des particules. La quantité d’air qui entraîne les poussières est défini par le ratio masse de produit/volume d’air, appelé concentration, exprimé en g/m³.
La valeur de la concentration varie généralement de quelques g/m³ à plusieurs centaines de g/m³.

### Confinement
De façon à réduire la quantité d’air à acheminer et à traiter, et d’augmenter l’efficacité du système, il y a lieu de confiner la zone à traiter. Cet aménagement consiste à l’isoler par des cloisons. Il faut tout de même veiller à laisser suffisamment d’ouverture pour laisser pénétrer l’air nécessaire au transport des particules. La surface d’ouverture est liée au débit d’air par le ratio débit d’air/surface d’ouverture, soit la vitesse de passage, exprimée en m/s.
La valeur de la vitesse de passage varie généralement de 0,5 à 5 m/s.

### Mise en vitesse
À l’intérieur de la zone confinée, la vitesse de l’air est faible. À l’intérieur des conduites d’aspiration, la vitesse de circulation est significative. De façon à limiter les pertes de charge et à assurer un bon balayage de l’ensemble de la zone confinée, on doit procéder à une mise en vitesse progressive.

## Transport du flux chargé
Le transport du flux d’air chargé de poussières est assuré par un réseau de gaines. Sa conception met en œuvre les techniques de l’aéraulique. On retiendra les points essentiels suivants, valables dans une majorité de cas :
- La vitesse de circulation ne doit pas dépasser 25 m/s pour ne pas générer des pertes de charges excessives ni provoquer d’abrasions prématurées.

- La vitesse de circulation ne devra pas être inférieure à 15 m/s pour ne pas risquer de  provoquer de dépôts intempestifs.

- Les changements brusques de section et de direction sont propices à des pertes de charges élevées, et aux remous conduisant à des usures et des dépôts.

Les valeurs ci-dessus sont des moyennes constatées par expérience à adapter en fonction des applications.
Évidemment, on peut vouloir traiter plusieurs équipements avec la même installation. Dans ce cas, on peut aboutir à des réseaux de gaines complexes.

## Séparation des particules et de la veine d’air
La veine d’air chargée de poussières doit en être débarrassée avant d’être rejetée à l’atmosphère. La performance d’un séparateur se mesure principalement par son rejet, exprimé souvent en mg/m³. Il est essentiel de retenir que même si au cours des dernières décennies[Quand ?] des progrès considérables ont été réalisés, un taux de rejet nul est impossible à atteindre.
La législation[Où ?] n’autorise le rejet d’air traité dans des locaux accueillant du personnel qu’avec des précautions particulières qui ne sont pas évoquées dans le présent article. On distingue quatre grands types de séparation : séparateurs inertiels, précipitateurs électrostatiques, dépoussièreurs humides et filtre en tissus. 

### Séparateurs inertiels

Chambre de décantation
Rouge : Air Chargé
Bleu : Air Propre
Noir : Particules

Un séparateur inertiel ou collecteur extrait les contaminants les plus gros du flux d’air, souvent afin de les empêcher d’atteindre les filtres en aval.
La séparation inertielle conjugue l’utilisation de deux phénomènes :
- l’inertie des particules très supérieure à celle de l’air, mise en œuvre par un brusque changement de direction
- la gravité qui permet aux particules de s’écouler naturellement de haut en bas.

À partir de ces principes élémentaires, on peut obtenir l’effet recherché. 

#### Chambres de décantation
La veine d’air débouche dans une enceinte à deux circuits, l’un descendant, l’autre ascendant.

Pour obtenir les meilleurs résultats, la vitesse dans le circuit descendant doit être de l’ordre de 10 m/s, celle dans le circuit ascendant de l’ordre de 3 à 5 m/s.

Lors du changement de direction en partie basse les particules ont tendance à se séparer de la veine d’air du fait de leur inertie. Elles descendent ensuite sous l’effet de la gravité vers le système d’extraction étanche à l’air.

#### Cyclones

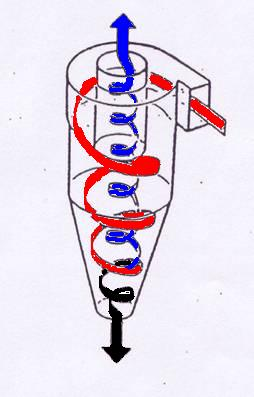
Cyclone
Rouge : Air Chargé
Bleu : Air Propre
Noir : Particules

Un cyclone est un séparateur de poussière ou séparateur de gouttes utilisant essentiellement la force centrifuge générée par le déplacement du gaz. Le cyclone améliore considérablement le système de la chambre de décantation en ajoutant à l’inertie due au poids des particules, celle de la force centrifuge. Ce résultat est obtenu en animant la veine d’air par un mouvement de rotation, avant le changement de direction.
Les dimensions d’un cyclone sont directement liées au débit d’air à traiter. À débit égal, on peut faire varier les performances de l’appareil en jouant sur les rapports des dimensions. On peut en effet dans certains cas rechercher une efficacité moindre pour maîtriser les particules qui traverseront l’appareil.
Le cyclone utilise la force centrifuge. À vitesse tangentielle égale, la force centrifuge diminue quand le diamètre augmente. Quand les débits deviennent importants, la taille obtenue pour le cyclone ne permet plus d’atteindre les performances recherchées. Dans ce cas, on installe une batterie de plusieurs cyclones de plus petite dimension.

##### Multi-cyclones

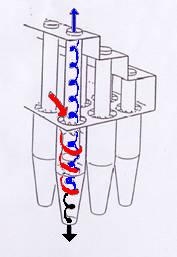
Multi-cyclone
Rouge : Air Chargé
Bleu : Air Propre
Noir : Particules

Il s’agit de la juxtaposition de plusieurs cyclones dans un seul casing. Les entrées sont regroupées en partie supérieure, la rotation est obtenue par un système d’aubages, les sorties d’air traité et de particules collectées sont également regroupées dans un casing et dans une trémie unique.
Les cyclones qui, dans ce cas, sont souvent appelés « cellules » ont des diamètres de l’ordre de 250 mm. 
On peut trouver des multicyclones comptant de quelques cellules à plusieurs centaines.
Une attention particulière doit être portée à l’étanchéité du système d’extraction des poussières. Toute fuite provoque une entrée d’air toujours fortement préjudiciable à l’efficacité de la captation, pouvant aller jusqu’à la rendre nulle.

### Précipitateurs électrostatiques

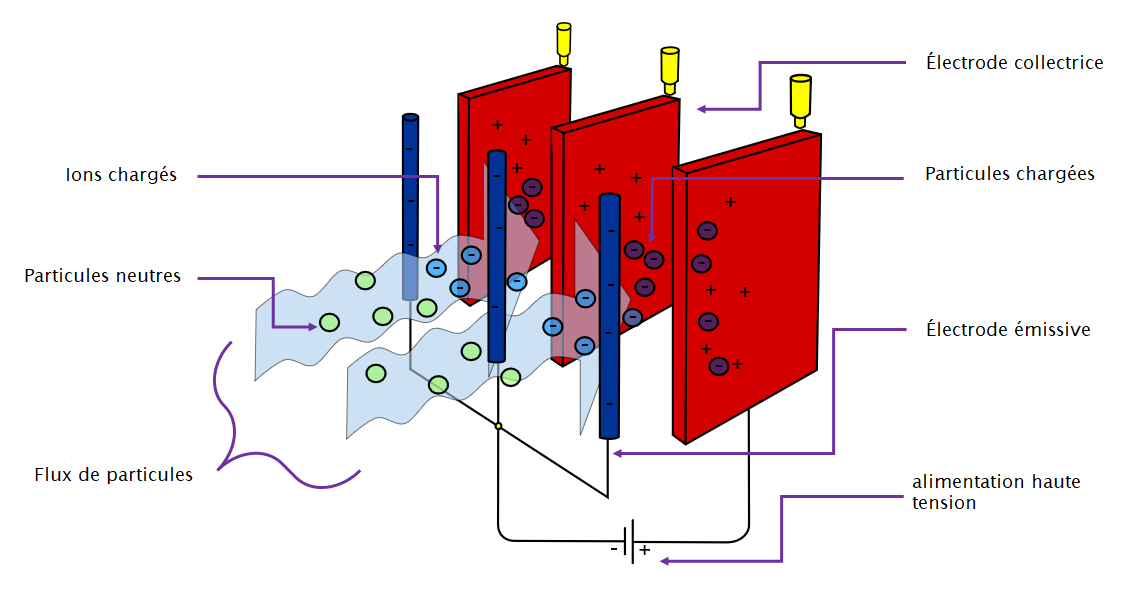
Schéma explicatif du fonctionnement d'un électrofiltre

Un précipitateur électrostatique, également appelé collecteur électrostatique, séparateur électrique ou séparateur électrostatique, est un dispositif dans lequel les particules deviennent chargées et sont précipitées sur la surface collectrice du précipitateur.
Les poussières présentées dans la veine d’air sont ionisées puis piégées par l’action d’un champ électrique élevé créé entre une électrode collectrice et une électrode émissive. L’électrode collectrice est régulièrement mise en vibration pour récolter les poussières accumulées. Cette technologie présente une très bonne efficacité pour toutes les particules et permet de respecter 50 mg/m³ de poussières en rejet, voire 30 mg/m³ en adaptant le nombre de champs.

### Dépoussiéreurs humides

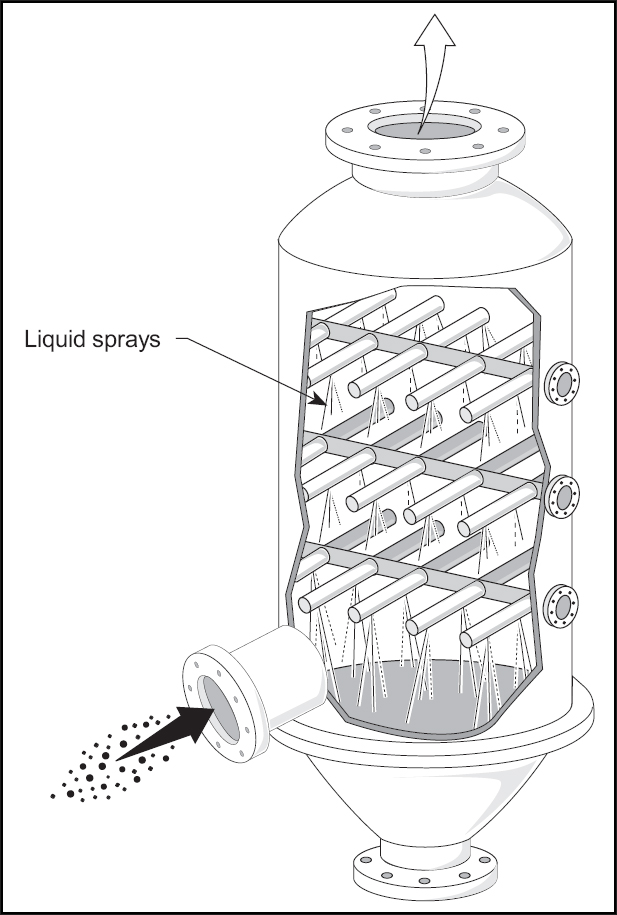
Une tour de lavage est un type de dépoussiéreur humide

Dans ce système l’abattage des poussières est obtenu en utilisant un laveur dont le fonctionnement dépend d'un liquide agissant comme un média collecteur. Ce liquide est généralement de l'eau ou une solution aqueuse acide ou basique, chauffée ou refroidie. Le laveur peut être, entre autres, à pulvérisation, à courants croisés, à mousse, à lit filtrant ou à venturi.

### Filtres en tissu
Un filtre en tissu est un média filtrant fabriqué à partir d'un matériau textile tissé ou non tissé ou d'une combinaison des deux. La filtration consiste à faire passer la veine d’air chargée de poussières à travers un filtre. Lors du passage, les particules sont retenues par ce filtre et, surtout, par la couche de poussières déjà déposées préalablement, le textile fournissant le substrat de support. Cette couche est appelée gâteau. De façon à en maîtriser l’épaisseur, les appareils sont équipés d’un système de décolmatage qui assure le nettoyage séquentiel du média.
Les matériaux utilisés pour la confection des filtres sont généralement très sensibles à la température et encore plus aux particules incandescentes. Des précautions draconiennes doivent être prises sur cet aspect, tant en ce qui concerne l’exploitation que les travaux de maintenance.

#### Filtres à manches et à panneaux

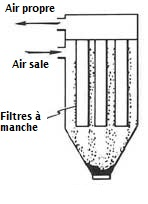
Un filtre à manche

Dans les filtres à manches ou à panneaux, le filtre est souvent en feutre. La veine d'air traverse la manche ou le panneau soit de l’extérieur vers l’intérieur, soit en sens inverse. Dans le premier cas, la manche est maintenue en forme par un mannequin, sorte de squelette métallique.
Les surfaces installées se déterminent par le ratio débit/surface, appelé vitesse de filtration, le plus souvent exprimé en mètres par minute (m/min). Sa valeur est généralement comprise entre 0,5 et 2 m/min. Elle est déterminée par les particules traitées et le mode de régénération des manches (décolmatage pneumatiques, secouage mécanique, contre-courant).

#### Filtres à cartouches
Un filtre à cartouches est un filtre compact, généralement de conception cylindrique. Les filtres à cartouches sont d’un principe très proche du filtre à manches, à ceci près que le média possède une rigidité propre rendant inutile la mise en place d’un mannequin. Cette rigidité est généralement obtenue par plissage. Certains médias sont aussi réalisés par frittage. Les filtres à cartouches doivent être équipés d'un dispositif de décolmatage automatique par injection d'air comprimé.

### Comparatif
|                               | Coût        | Performance de séparation | Encombrement   | Coût de la maintenance |
| ----------------------------- | ----------- | ------------------------- | -------------- | ---------------------- |
| Décantation                   | Négligeable | Très Mauvaises            | Important      | Négligeable            |
| Cyclone                       | Très faible | Mauvaise                  | Important      | Négligeable            |
| Multi-cyclone                 | Faible      | Médiocre                  | Réduit         | Faible                 |
| Précipitateur électrostatique | Important   | Élevé                     | Très important | Moyen                  |
| Filtres à manches             | Élevé       | Très élevé                | Important      | Important              |
| Filtres à cartouches          | Moyen       | Très élevé                | Réduit         | Très important         |

## Récupération des particules
L’extraction consiste à évacuer les poussières captées dans le séparateur vers l’extérieur de l’installation d’assainissement.
Les appareils sont quasiment systématiquement installés sur une trémie pyramidale ou longitudinale. En fonction de la taille de l’installation, les poussières sont évacuées en un ou plusieurs points de l’installation. Dans tous les cas, il est prévu un organe d’évacuation étanche aux entrées d’air. On trouve le plus souvent :
- Écluse rotative (dite alvéolaire) ;
- Sas à clapets (un ou deux) ;
- Clapets à dépression.

Dans tous les cas, et particulièrement dans les séparateurs mécaniques, cet organe est de première importance dans le bon fonctionnement de l’installation. En effet, l’équipement étant souvent en forte dépression, toute fuite se traduit par une entrée d’air à grande vitesse qui peut perturber fortement le bon fonctionnement, voire amener la performance à zéro.

## Exhaure de l’air assaini
L’exhaure ne travaille qu’avec de l’air réputé propre. Son rôle est de fournir l’énergie nécessaire pour mouvoir le flux à travers toute l’installation (rôle du ventilateur), et de le rejeter à l’atmosphère dans de bonnes conditions.

### Moto-ventilateur
Le choix du ventilateur et de son moteur d’entraînement en fonction principalement des trois paramètres à déduire de la conception de l’ensemble de l’installation :
- débit : somme de toutes les entrées d’air de l’installation ;
- pression : nécessaire pour vaincre toutes les pertes de charge ;
- température : liée à celle au lieu de captation, modifiée par les pertes thermiques et les éventuels apports de l’installation.

### Cheminée – Refoulement
De la conception du refoulement à l’atmosphère, éventuellement par le biais d’une cheminée dépendent un certain nombre de caractéristiques indispensables à maîtriser :
- perte de charge ;
- bruit ;
- présence d’un panache.